# Kompe Berangin
Kompe Berangin is een bestuurslaag in het regentschap Kuantan Singingi van de provincie Riau, Indonesië. Kompe Berangin telt 929 inwoners (volkstelling 2010).